# Movimiento Territorial de Liberación
El Movimiento Territorial Liberación (MTL) es un movimiento social y político de trabajadores ocupados y desocupados que nació en el 2001. Tiene representación en más de diecisiete provincias de Argentina y forma parte de la Mesa nacional de la Central de Trabajadores de la Argentina (CTA) y de mesas regionales y locales de todo el país.
En la ciudad de Buenos Aires, el MTL comienza a desarrollarse ante la Emergencia Habitacional que viven miles de habitantes en la zona sur de la ciudad fundamentalmente, y que vienen de experiencias barriales, asentamientos, casas tomadas, hoteles y villas. En su primera etapa desarrolla una fuerte impronta en la resistencia a los desalojos de cientos de familias que quedaban en la calle.
En octubre de 2003 el MTL consiguió un crédito para la construcción de 326 departamentos, un Jardín Maternal, diez Locales Comerciales, un Salón de Usos Múltiples, una radio, nueve Patios internos y una Plaza. Este barrio fue inaugurado en 2006 en el barrio de Parque Patricios (Buenos Aires), al sur de la ciudad de Buenos Aires.
El 6 de septiembre de 2008 inauguraron formalmente las instalaciones de Radio Sur, FM 88.3, una radio pensada como proyecto alternativo de comunicación comunitaria. Con una potencia de 10kw. la radio se suma a las redes de comunicación comunitaria en la Ciudad de Buenos Aires.